# دوان تی کیم چی
دوان تی کیم چی (انگلیسی: Đoàn Thị Kim Chi؛ زادهٔ ۲۹ آوریل ۱۹۷۹) بازیکن سابق و مربی فوتبال زن اهل ویتنام است.
وی همچنین در تیم ملی فوتبال زنان ویتنام بازی کرده است.